# Mindszenthy Magda
Mindszenthy Magda (Losonc, 1910. szeptember 22. – Budapest, 1997. január 10.) színésznő.

## Életútja
Szegeden lépett fel először, itt primadonna szerepekben láthatta a közönség. Ezután a Bethlen téri Színház művésze volt, majd 1949-től a Fővárosi Operettszínházban játszott egészen nyugdíjba vonulásáig. Dekoratív, jó mozgású, szépen beszélő színésznő volt.

## Fontosabb színházi szerepei
- Laura (Sándor J.: Aki mer, az nyer)
- Kate (Puccini: Pillangókisasszony)
- Mária Feodorovna (Buday D.: Sonja)
- Hofberg Viola (Székely E.: Aranycsillag)
- Junó (Offenbach: Orfeusz)
- Timár Karolin (Csiky G.: A nagymama)
- Mrs. Higgins (Loewe–Lerner: My Fair Lady)